# Elhan Astanov
Elhan Astanuly Astanov (in kazako Елхан Астанұлы Астанов?; 21 maggio 2000) è un calciatore kazako, centrocampista dell'Astana e della nazionale kazaka.

## Caratteristiche tecniche
È un'ala sinistra.

## Carriera

### Club
Ha giocato nella prima divisione kazaka.

### Nazionale
Ha giocato nella nazionale kazaka Under-21.
Il 28 marzo 2021 debutta con la nazionale kazaka nella partita di qualificazione al Mondiale 2022 contro la Francia.
Il 13 giugno 2022 segna il suo primo gol in nazionale contro la Slovacchia nella fase a gironi di Nations League.

## Statistiche

### Cronologia presenze e reti in nazionale
| Cronologia completa delle presenze e delle reti in nazionale ― Kazakistan | Cronologia completa delle presenze e delle reti in nazionale ― Kazakistan | Cronologia completa delle presenze e delle reti in nazionale ― Kazakistan | Cronologia completa delle presenze e delle reti in nazionale ― Kazakistan | Cronologia completa delle presenze e delle reti in nazionale ― Kazakistan | Cronologia completa delle presenze e delle reti in nazionale ― Kazakistan | Cronologia completa delle presenze e delle reti in nazionale ― Kazakistan | Cronologia completa delle presenze e delle reti in nazionale ― Kazakistan |
| Data                                                                      | Città                                                                     | In casa                                                                   | Risultato                                                                 | Ospiti                                                                    | Competizione                                                              | Reti                                                                      | Note                                                                      |
| ------------------------------------------------------------------------- | ------------------------------------------------------------------------- | ------------------------------------------------------------------------- | ------------------------------------------------------------------------- | ------------------------------------------------------------------------- | ------------------------------------------------------------------------- | ------------------------------------------------------------------------- | ------------------------------------------------------------------------- |
| 28-3-2021                                                                 | Nur-Sultan                                                                | Kazakistan                                                                | 0 – 2                                                                     | Francia                                                                   | Qual. Mondiali 2022                                                       | -                                                                         | 89’                                                                       |
| 3-6-2022                                                                  | Astana                                                                    | Kazakistan                                                                | 2 – 0                                                                     | Azerbaigian                                                               | UEFA Nations League 2022-2023 - 1º turno                                  | -                                                                         | 73’                                                                       |
| 6-6-2022                                                                  | Trnava                                                                    | Slovacchia                                                                | 0 – 1                                                                     | Kazakistan                                                                | UEFA Nations League 2022-2023 - 1º turno                                  | -                                                                         | 73’                                                                       |
| 10-6-2022                                                                 | Novi Sad                                                                  | Bielorussia                                                               | 1 – 1                                                                     | Kazakistan                                                                | UEFA Nations League 2022-2023 - 1º turno                                  | -                                                                         | 76’                                                                       |
| 13-6-2022                                                                 | Astana                                                                    | Kazakistan                                                                | 2 – 1                                                                     | Slovacchia                                                                | UEFA Nations League 2022-2023 - 1º turno                                  | 1                                                                         | 83’                                                                       |
| 22-9-2022                                                                 | Astana                                                                    | Kazakistan                                                                | 2 – 1                                                                     | Bielorussia                                                               | UEFA Nations League 2022-2023 - 1º turno                                  | -                                                                         | 75’ 90+2’                                                                 |
| 25-9-2022                                                                 | Mərdəkan                                                                  | Azerbaigian                                                               | 3 – 0                                                                     | Kazakistan                                                                | UEFA Nations League 2022-2023 - 1º turno                                  | -                                                                         | 67’                                                                       |
| 16-11-2022                                                                | Tashkent                                                                  | Uzbekistan                                                                | 2 – 0                                                                     | Kazakistan                                                                | Amichevole                                                                | -                                                                         | 79’                                                                       |
| 19-11-2022                                                                | Abu Dhabi                                                                 | Emirati Arabi Uniti                                                       | 2 – 1                                                                     | Kazakistan                                                                | Amichevole                                                                | -                                                                         | 73’                                                                       |
| 16-6-2023                                                                 | Parma                                                                     | San Marino                                                                | 0 – 3                                                                     | Kazakistan                                                                | Qual. Euro 2024                                                           | -                                                                         | 71’                                                                       |
| 19-6-2023                                                                 | Belfast                                                                   | Irlanda del Nord                                                          | 0 – 1                                                                     | Kazakistan                                                                | Qual. Euro 2024                                                           | -                                                                         | 81’                                                                       |
| 14-3-2024                                                                 | Dubai                                                                     | Turkmenistan                                                              | 0 – 2                                                                     | Kazakistan                                                                | Amichevole                                                                | -                                                                         | 70’                                                                       |
| 21-3-2024                                                                 | Atene                                                                     | Grecia                                                                    | 5 – 0                                                                     | Kazakistan                                                                | Qual. Euro 2024                                                           | -                                                                         | 46’                                                                       |
| 26-3-2024                                                                 | Lussemburgo                                                               | Lussemburgo                                                               | 2 – 1                                                                     | Kazakistan                                                                | Amichevole                                                                | -                                                                         | 75’                                                                       |
| 7-6-2024                                                                  | Erevan                                                                    | Armenia                                                                   | 2 – 1                                                                     | Kazakistan                                                                | Amichevole                                                                | -                                                                         | 59’                                                                       |
| 6-9-2024                                                                  | Almaty                                                                    | Kazakistan                                                                | 0 – 0                                                                     | Norvegia                                                                  | UEFA Nations League 2024-2025 - 1º turno                                  | -                                                                         | 80’                                                                       |
| 9-9-2024                                                                  | Lubiana                                                                   | Slovenia                                                                  | 3 – 0                                                                     | Kazakistan                                                                | UEFA Nations League 2024-2025 - 1º turno                                  | -                                                                         | 57’                                                                       |
| 17-11-2024                                                                | Oslo                                                                      | Norvegia                                                                  | 5 – 0                                                                     | Kazakistan                                                                | UEFA Nations League 2024-2025 - 1º turno                                  | -                                                                         | 68’                                                                       |
| 25-3-2025                                                                 | Vaduz                                                                     | Liechtenstein                                                             | 0 – 2                                                                     | Kazakistan                                                                | Qual. Mondiali 2026                                                       | -                                                                         | 77’                                                                       |
| 9-6-2025                                                                  | Astana                                                                    | Kazakistan                                                                | 0 – 1                                                                     | Macedonia del Nord                                                        | Qual. Mondiali 2026                                                       | -                                                                         |                                                                           |
| Totale                                                                    |                                                                           | Presenze                                                                  | 20                                                                        |                                                                           | Reti                                                                      | 1                                                                         |                                                                           |

## Palmarès

### Club

#### Competizioni nazionali
- Coppa del Kazakistan: 1

Ordabasy: 2022
- Liga Kubogy: 1

Astana: 2024

### Individuale
- Miglior giocatore della Qazaqstan Prem'er Ligasy: 1

2022